# Die Frau mit den zwei Gesichtern
Die Frau mit den zwei Gesichtern (Originaltitel: Two-Faced Woman) ist der letzte Film von Greta Garbo. Unter der Regie von George Cukor spielte die Schauspielerin die einzige Doppelrolle ihrer Laufbahn.

## Handlung
Der Verleger Larry Blake lernt in den Skiferien in Sun Valley die attraktive Skilehrerin Karin Borg kennen und verliebt sich in sie. Beide heiraten und Karin folgt ihm nach New York. Sie wird eifersüchtig auf Larrys Ex-Freundin Griselda, eine Schauspielerin und intrigante Dame der besseren Gesellschaft, die Karin als ungeschicktes Naturkind ohne Manieren darstellt. Karin sinnt auf Rache und verlässt Larry, um kurze Zeit später als ihre Zwillingsschwester Katherine zurückzukehren. Katherine ist ein Luxusgeschöpf, das die New Yorker Gesellschaft im Sturm erobert und als mondäner Vamp Larry zu verführen versucht. Am Ende klären sich die Missverständnisse auf und beide Ehepartner leben glücklich in Sun Valley.

## Hintergrund
Mit Ausbruch des Zweiten Weltkriegs begannen die ausländischen Märkte, die bislang die Mehrheit der Einnahmen für Filme mit Greta Garbo einbrachten, wegzubrechen. MGM versuchte daher, das Image Garbos dem amerikanischen Geschmack anzupassen. Die Schauspielerin ließ sich überzeugen, in einer neuen Komödie aufzutreten und wählte aus dem gewaltigen Fundus an Drehbüchern bei MGM ausgerechnet eine leichte Boulevardkomödie von Ludwig Fulda mit dem Titel Die Zwillingsschwester, die 1925 bereits verfilmt wurde, und die Dreharbeiten begannen Anfang 1941. Die Publicity-Abteilung des Studios begann lange vor dem Verleih gewaltige Anstrengungen, der Öffentlichkeit eine völlig neue Garbo zu präsentieren: eine perfekte Sportlerin, eine perfekte Salondame, eine perfekte Freundin, eine perfekte Geliebte, kurz, das perfekte Mädchen von nebenan. Marlene Dietrich, die ihre Rivalin stets scharfsinnig analysierte, äußerte sich entsetzt darüber, dass aus der Original-Garbo nach ihrer Meinung eine zweitklassige Irene-Dunne-Imitation gemacht werden sollte. Der veränderte Marktwert von Garbo drückte sich in der geringeren Gage von 150.000 US-Dollar aus.
Die Titelsuche nahm groteske Formen an: Her Wicked Sister, The Gay Twin, Anna and Anita, Naughty but Nice oder alternativ Nice but Naughty beziehungsweise Naughty Today, Nice Tomorrow, Her Weekend Sister, The Shadow Wife oder gar The Ubiquitous Lady waren einige der Vorschläge, die zur Diskussion standen. Einer der Gründe für das Scheitern des gesamten Unterfangens lag in den massiven Problemen mit der Zensur, die der Geschichte am Ende ihre einzige Pointe raubten. Auf Druck der katholischen Kirche musste eine Szene nachgedreht werden, aus der sich klar ergibt, dass Melvyn Douglas die Täuschungsabsicht seiner Ehefrau, die ihn in Gestalt ihrer angeblichen Zwillingsschwester verführen will, durchschaut. Damit sollte, so die offizielle Begründung des Studios, „die Institution der Ehe vor Herabsetzung bewahrt werden“.
In einigen Szenen ist Garbo unvorteilhaft ausgeleuchtet und sieht im Vergleich zu anderen Szenen alt und verspannt aus. Die eher flachbrüstige Schauspielerin war von der Idee, sie mit tief ausgeschnittenen Kleidern auf der Leinwand zu zeigen, um damit ihren Ruf als Glamour-Königin zu festigen, nicht angetan. Auch die kurze Szene mit Badeanzug diente nicht dazu, Garbo in einem vorteilhaften Bild zu präsentieren. Die Schauspielerin war die gesamten Dreharbeiten über gereizt und äußerte mehrfach den Verdacht, das Studio wolle sie mit diesem Film ruinieren und loswerden. Sie war ärgerlich, dass Louis B. Mayer persönlich sein Veto eingelegt hatte, ihr die Hauptrolle in Madame Curie zu geben.
Tatsächlich kursierten ab Ende 1941 einige Artikel in den Fachzeitschriften, wonach MGM die Verträge von sowohl Norma Shearer, Joan Crawford als auch Greta Garbo, die alle mindestens seit 1925 beim Studio waren, lösen wolle, da die Schauspielerinnen zu teuer geworden wären. Alle drei Stars beendeten ihre MGM-Karrieren im Folgejahr, teils, um sich wie Shearer und Garbo, für immer von der Leinwand zurückzuziehen, während Crawford zwei Jahre später mit Solange ein Herz schlägt den Oscar gewann und ein Comeback startete. In dem Zusammenhang gibt es eine weitere interessante Parallele: Auch Norma Shearers letzter Film war die ebenfalls von George Cukor inszenierte Komödie Her Cardboard Lover.
Kurz nach Ende der Dreharbeiten kündigte Gilbert Adrian, Leiter der Kostümabteilung von MGM. Er verabschiedete sich persönlich von der Schauspielerin, die, so schildert er, dazu meinte:

„Es tut mir leid, dass Sie gehen. Aber wissen Sie, die meisten Kleider, in die Sie mich gesteckt haben, haben mir eigentlich nicht gefallen.“

## Kinoauswertung
Der Film wurde am 30. November 1941 uraufgeführt. Am 31. Dezember 1941 erfolgte der landesweite Verleih. Mit Produktionskosten von 1.247.000 US-Dollar lag der Film im Rahmen einer teuren MGM-Produktion. Der Film war an der Kinokasse entgegen den vielen Gerüchten leidlich erfolgreich und spielte in den USA 875.000 US-Dollar und im Ausland weitere 925.000 US-Dollar ein. Die kumulierte Einspielsumme von 1.800.000 US-Dollar bescherte dem Studio am Ende einen Verlust von 62.000 US-Dollar.
In den deutschen Kinos wurde der Film erstmals am 16. September 1948 aufgeführt, die Fernsehpremiere war am 20. Oktober 1973 im ZDF.

## Kritiken
Die zeitgenössischen Kritiken waren verheerend, während in den letzten Jahren eine deutlich positivere Sicht auf Film und Star geworfen wird.
Die Kritikerin Cecila Ager urteilte in der Zeitschrift PM sehr hart:

„Der Film macht Garbo zu einem Clown, einem Hanswurst, einem Tanzbären.“

Das Lexikon des internationalen Films findet dagegen recht freundliche Worte: 

„Der Film war Greta Garbos eklatantester Mißerfolg und führte zu ihrem Rückzug aus dem Filmgeschäft. Frei von festen Erwartungen gegenüber dem Star, sieht der Zuschauer von heute eine nicht übermäßig elegante, aber recht erheiternde Liebeskomödie.“

Im Filmblog Bright Lights Film Journal wird ebenfalls eine positive Rezension vorgenommen, in der Garbos darstellerischen Fähigkeiten, die beiden völlig unterschiedlichen Charaktere klar herauszuarbeiten, ausdrücklich gelobt wird.